# Formazioni di 1. Bundesliga tedesca di pallavolo maschile 2012-2013
Formazioni delle squadre di pallavolo partecipanti alla stagione 2012-2013 del campionato di 1. Bundesliga tedesca.

## Charlottenburg
| N° | Nome                 | Ruolo | Data di nascita  | Nazionalità sportiva |
| -- | -------------------- | ----- | ---------------- | -------------------- |
| -  | Mark Lebedew         | All   | 6 maggio 1967    | Australia            |
| 1  | Scott Touzinsky      | S     | 22 aprile 1982   | Stati Uniti          |
| 2  | Kawika Shoji         | P     | 11 novembre 1987 | Stati Uniti          |
| 3  | Robert Kromm         | S     | 9 marzo 1984     | Germania             |
| 4  | Aleksandar Spirovski | S/O   | 16 agosto 1978   | Serbia               |
| 6  | Felix Fischer        | C     | 27 febbraio 1983 | Germania             |
| 7  | Roko Sikirić         | S     | 22 agosto 1981   | Croazia              |
| 8  | Björn Höhne          | S     | 27 marzo 1991    | Germania             |
| 9  | Ricardo Galandi      | C     | 18 maggio 1989   | Germania             |
| 10 | Sebastian Kühner     | P     | 15 marzo 1987    | Germania             |
| 11 | Martin Kryštof       | L     | 11 ottobre 1982  | Rep. Ceca            |
| 12 | Paul Carroll         | S/O   | 16 maggio 1986   | Australia            |
| 14 | Tomáš Kmeť           | C     | 1º dicembre 1981 | Slovacchia           |
| 15 | Ruben Schott         | S     | 8 luglio 1994    | Germania             |

## Olympia Berlino
| N° | Nome              | Ruolo | Data di nascita   | Nazionalità sportiva |
| -- | ----------------- | ----- | ----------------- | -------------------- |
| -  | Elmar Harbrecht   | All   | -                 | Germania             |
| 1  | Tim Dobbert       | S/O   | 30 agosto 1993    | Germania             |
| 2  | Phillip Trenkler  | S     | 5 marzo 1993      | Germania             |
| 3  | Friederich Nagel  | C     | 20 settembre 1993 | Germania             |
| 4  | Ole Schwerin      | P     | 3 novembre 1993   | Germania             |
| 5  | Jonas Hoffmann    | L     | 13 febbraio 1993  | Germania             |
| 6  | Daniel Malescha   | S/O   | 28 aprile 1994    | Germania             |
| 7  | Ruben Schott      | S     | 8 luglio 1994     | Germania             |
| 8  | Dennis Hefter     | L     | 4 marzo 1993      | Germania             |
| 9  | Georg Escher      | C     | 8 dicembre 1994   | Germania             |
| 12 | Christian Wuttke  | C     | 27 febbraio 1994  | Germania             |
| 13 | Florian Hecht     | C     | 30 maggio 1993    | Germania             |
| 15 | Nicolas Marks     | C     | 23 settembre 1994 | Germania             |
| 17 | Jan Zimmermann    | P     | 12 febbraio 1993  | Germania             |
| -  | Maximilian Hölzig | S/O   | 22 luglio 1993    | Germania             |

## Bühl
| N° | Nome                | Ruolo | Data di nascita  | Nazionalità sportiva |
| -- | ------------------- | ----- | ---------------- | -------------------- |
| -  | Ruben Wolochin      | All   | -                | Germania             |
| 3  | Valters Lagzdins    | S/O   | 3 marzo 1989     | Germania             |
| 4  | Bas van Bemmelen    | C     | 18 agosto 1989   | Paesi Bassi          |
| 5  | Moisés Cézar        | C     | 9 aprile 1983    | Brasile              |
| 7  | Adam White          | S     | 8 novembre 1989  | Australia            |
| 8  | Marvin Prolingheuer | S/O   | 29 giugno 1990   | Germania             |
| 9  | Cory Riecks         | S     | 7 novembre 1988  | Stati Uniti          |
| 10 | Joël Bruschweiler   | S     | 2 giugno 1985    | Svizzera             |
| 11 | Paul Lohrisch       | S     | 11 aprile 1987   | Germania             |
| 11 | Dávid Molnár        | L     | 22 novembre 1984 | Ungheria             |
| 12 | Erik Weber          | P     | 10 novembre 1988 | Germania             |
| 13 | Nikola Poluga       | C     | 1º marzo 1986    | Serbia               |
| 14 | Florian Ringseis    | L     | 9 luglio 1992    | Austria              |
| 17 | Luka Cubrilo        | P     | 20 luglio 1988   | Serbia               |
| -  | Axel Jacobsen       | P     | 10 luglio 1984   | Danimarca            |

## Dresden
| N° | Nome              | Ruolo | Data di nascita | Nazionalità sportiva |
| -- | ----------------- | ----- | --------------- | -------------------- |
| -  | Sven Dörendahl    | All   | 31 agosto 1973  | Germania             |
| 1  | Tim Neuber        | P     | 1989            | Germania             |
| 2  | Robert Went       | L     | 1990            | Germania             |
| 3  | Martin Merkel     | L     | 1989            | Germania             |
| 4  | Santino Rost      | P     | 26 giugno 1990  | Germania             |
| 5  | Eric Grosche      | S     | 1989            | Germania             |
| 7  | René Andörfer     | S     | 1981            | Germania             |
| 8  | Tom Klopfer       | S/O   | 1978            | Germania             |
| 9  | Thomas Schober    | S/O   | 1990            | Germania             |
| 10 | Philipp Collin    | C     | 1990            | Germania             |
| 12 | Christian Heymann | C     | 1986            | Germania             |
| 13 | Paul König        | S     | 1987            | Germania             |
| 13 | Felix Pauli       | S     | 1987            | Germania             |
| 15 | Klaus Kunert      | C     | 1989            | Germania             |
| -  | Vincent Lange     | S     | 15 giugno 1974  | Germania             |

## Dürener
| N° | Nome             | Ruolo | Data di nascita  | Nazionalità sportiva |
| -- | ---------------- | ----- | ---------------- | -------------------- |
| -  | Michael Mücke    | All   | 1953             | Germania             |
| 1  | Blair Bann       | L     | 23 giugno 1988   | Canada               |
| 2  | Dennis Deroey    | S     | 14 agosto 1987   | Belgio               |
| 4  | Merten Krüger    | P     | 8 novembre 1990  | Germania             |
| 5  | Dennis Barthel   | C     | 21 marzo 1996    | Germania             |
| 6  | Georg Klein      | C     | 22 agosto 1991   | Germania             |
| 9  | Davic Meder      | C     | 17 ottobre 1992  | Germania             |
| 10 | Tim Elsner       | S     | 5 febbraio 1984  | Germania             |
| 11 | Peter Lyck       | S     | 10 marzo 1985    | Danimarca            |
| 13 | Sebastian Gevert | S/O   | 23 giugno 1988   | Germania             |
| 14 | Jaromir Zachrich | C     | 14 aprile 1985   | Germania             |
| 17 | Tomáš Kocian     | P     | 27 marzo 1988    | Slovacchia           |
| 18 | Aljosa Urnaut    | S     | 25 febbraio 1988 | Belgio               |

## Friedrichshafen
| N° | Nome                 | Ruolo | Data di nascita  | Nazionalità sportiva |
| -- | -------------------- | ----- | ---------------- | -------------------- |
| -  | Stelian Moculescu    | All   | 6 maggio 1950    | Romania              |
| 1  | José Rivera          | S     | 2 luglio 1987    | Porto Rico           |
| 3  | Thilo Späth          | L     | 8 giugno 1987    | Germania             |
| 5  | Nikola Rosić         | L     | 5 agosto 1984    | Serbia               |
| 6  | Matthew Denmark      | C     | 30 dicembre 1980 | Stati Uniti          |
| 7  | Thomas Zass          | S/O   | 27 novembre 1989 | Austria              |
| 8  | Max Günthör          | C     | 9 agosto 1985    | Germania             |
| 9  | Nikola Jovović       | P     | 13 febbraio 1992 | Serbia               |
| 10 | Juraj Zaťko          | P     | 5 giugno 1987    | Slovacchia           |
| 11 | Anastasios Stamatios | S/O   | 19 marzo 1991    | Grecia               |
| 12 | João José            | C     | 7 giugno 1978    | Portogallo           |
| 15 | Víctor Batista       | S     | 7 giugno 1978    | Rep. Dominicana      |
| 16 | Idner Lima           | S     | 19 dicembre 1978 | Portogallo           |
| 18 | Yannick Harms        | S     | 14 gennaio 1994  | Germania             |

## Template:VolleySB Konigs
| N° | Nome              | Ruolo | Data di nascita   | Nazionalità sportiva |
| -- | ----------------- | ----- | ----------------- | -------------------- |
| -  | Mirko Culić       | All   | 5 febbraio 1963   | Serbia               |
| 2  | Philipp Jankowski | P     | 15 ottobre 1991   | Germania             |
| 5  | Kevin Foyer       | S     | 11 ottobre 1990   | Germania             |
| 6  | Arvid Kinder      | S     | 6 dicembre 1980   | Germania             |
| 8  | Till Theißen      | C     | 2 novembre 1991   | Germania             |
| 9  | Nicolai Kracht    | S     | 2 marzo 1989      | Germania             |
| 10 | Kamil Ratajczak   | L     | 24 settembre 1985 | Polonia              |
| 11 | Patrick Steffen   | S/O   | 2 dicembre 1990   | Germania             |
| 12 | Daniel Heinecke   | C     | 28 giugno 1986    | Germania             |
| 13 | Manuel Rieke      | P     | 23 ottobre 1982   | Germania             |
| 14 | Paul Sprung       | C     | 5 marzo 1991      | Germania             |

## Moerser
| N° | Nome               | Ruolo | Data di nascita   | Nazionalità sportiva |
| -- | ------------------ | ----- | ----------------- | -------------------- |
| -  | Chang Cheng Liu    | All   | 3 maggio 1964     | Cina                 |
| 1  | Tobias Neumann     | P     | 7 settembre 1988  | Germania             |
| 2  | Bart Jan Janssen   | P     | 3 febbraio 1983   | Belgio               |
| 3  | Tim Broshog        | C     | 2 dicembre 1987   | Germania             |
| 4  | Óscar Rodríguez    | L     | 8 giugno 1982     | Spagna               |
| 5  | Henning Wegter     | C     | 20 marzo 1987     | Germania             |
| 6  | Steven Keir        | S     | 8 novembre 1979   | Australia            |
| 7  | Oskar Klingner     | C     | 15 marzo 1991     | Germania             |
| 8  | Tom Weber          | L     | 27 ottobre 1989   | Germania             |
| 9  | Ewoud Gommans      | S     | 17 novembre 1990  | Paesi Bassi          |
| 10 | Michael Olieman    | S/O   | 1º gennaio 1983   | Paesi Bassi          |
| 11 | Bobby Kooy         | S     | 25 gennaio 1991   | Paesi Bassi          |
| 12 | Lukas Schattenberg | S     | 11 settembre 1995 | Germania             |
| 13 | Henning Hogenacker | S     | 8 gennaio 1996    | Germania             |
| 14 | Nico Freriks       | P     | 22 dicembre 1981  | Paesi Bassi          |

## Template:VolleySB Rottenburg
| N° | Nome               | Ruolo | Data di nascita   | Nazionalità sportiva |
| -- | ------------------ | ----- | ----------------- | -------------------- |
| -  | Hans Müller        | All   | 22 luglio 1972    | Germania             |
| 1  | Dirk Mehlberg      | S     | 10 gennaio 1985   | Germania             |
| 3  | Michael Neumeister | P     | 6 giugno 1985     | Germania             |
| 4  | Federico Cipollone | P     | 4 maggio 1994     | Italia               |
| 5  | Hans Cipowicz      | P     | 25 settembre 1989 | Germania             |
| 7  | Sven Metzger       | S     | 7 gennaio 1992    | Germania             |
| 8  | Felix Isaak        | P     | 2 settembre 1989  | Germania             |
| 10 | Nico Zager         | S/O   | 5 marzo 1994      | Germania             |
| 12 | Tibor Filo         | P     | 10 aprile 1984    | Slovacchia           |
| 13 | Markus Pielmeier   | S     | 6 ottobre 1987    | Germania             |
| 14 | René Bahlburg      | S     | 9 giugno 1988     | Germania             |
| 15 | Willy Belizer      | L     | 30 novembre 1985  | Germania             |

## Mitteldeutschland
| N° | Nome             | Ruolo | Data di nascita   | Nazionalità sportiva |
| -- | ---------------- | ----- | ----------------- | -------------------- |
| -  | Mathias Münz     | All   | 13 settembre 1967 | Germania             |
| 1  | Erik Shoji       | L     | 24 agosto 1989    | Stati Uniti          |
| 4  | Oliver Binder    | P     | 28 maggio 1985    | Austria              |
| 6  | Sebastian Hähner | S     | 24 agosto 1987    | Germania             |
| 7  | Florian Völker   | P     | 6 maggio 1991     | Germania             |
| 8  | Christoph Helbig | S/O   | 4 marzo 1984      | Germania             |
| 9  | Enrico Ehrhardt  | S     | 4 dicembre 1983   | Germania             |
| 10 | Jairo Hooi       | C     | 13 marzo 1978     | Paesi Bassi          |
| 11 | Philip Ichovski  | C     | 12 dicembre 1991  | Austria              |
| 13 | Bradley Lawson   | S/O   | 2 agosto 1989     | Stati Uniti          |
| 16 | Jiří Štolfa      | S     | 13 gennaio 1978   | Rep. Ceca            |
| 18 | Artur Augustyn   | C     | 6 gennaio 1983    | Polonia              |

## Unterhaching
| N° | Nome                   | Ruolo | Data di nascita  | Nazionalità sportiva |
| -- | ---------------------- | ----- | ---------------- | -------------------- |
| -  | Mihai Paduretu         | All   | 18 gennaio 1967  | Romania              |
| 2  | Huib den Boer          | P     | 11 novembre 1981 | Paesi Bassi          |
| 4  | Patrick Steuerwald     | P     | 3 marzo 1986     | Germania             |
| 5  | Matias Raymaekers      | C     | 11 maggio 1982   | Belgio               |
| 7  | Jan Willem Snippe      | S     | 21 maggio 1986   | Paesi Bassi          |
| 8  | Branislav Skladaný     | P     | 16 novembre 1982 | Slovacchia           |
| 11 | Simon Hirsch           | S/O   | 3 aprile 1992    | Germania             |
| 12 | Konstantin Shumov      | C     | 15 febbraio 1985 | Finlandia            |
| 13 | Róbert Hupka           | S     | 30 luglio 1982   | Slovacchia           |
| 14 | Tom Strohbach          | S     | 27 maggio 1992   | Germania             |
| 15 | Roy Friedrich          | C     | 1º febbraio 1988 | Germania             |
| 16 | Christian Dünnes       | S/O   | 16 giugno 1984   | Germania             |
| 17 | Alexander Shafranovich | S     | 2 aprile 1983    | Israele              |
| 18 | Sebastian Prüsener     | L     | 26 maggio 1982   | Germania             |